# John Carlyle Raven
Pour les articles homonymes, voir Raven.
John Carlyle Raven (né à Londres le 28 juin 1902 et mort à Dumfries, en Écosse, le 10 août 1970) est un psychologue britannique connu pour ses contributions à la psychométrie. Il a notamment créé le test matrices progressives de Raven.

## Biographie
Pour financer ses études, John Carlyle Raven travaille comme enseignant, puis comme directeur dans un pensionnat qui accueille des enfants avec handicap physique. Il réalise ses études universitaires de licence et de master sous la direction de Francis Aveling au King's College de Londres. Son mémoire de master concerne des travaux menés dans une institution.
Il est ami avec Charles Spearman, qui l'introduit auprès de Lionel Penrose qui recherchait un assistant. Penrose réalisait alors une enquête sur les origines génétiques et environnementales de la déficience mentale, et a notamment fait passer le test de Stanford-Binet aux parents et fratries des enfants identifiés comme des déficients sur le plan cognitif par le système scolaire de l'East Anglia. 
En 1944, Raven est sollicité pour prendre le poste de directeur de la recherche psychologique, à l'hôpital de santé mentale Crichton de Dumfries. Il prend sa retraite en 1964. Il meurt à son domicile de Dumfries en 1970.

## Les matrices progressives de Raven
Raven s'est rendu compte que le passage des tests dont il disposait était rendu difficile par le contexte, notamment la difficulté à s'isoler, la présence de personnes de l'environnement, le bruit ambiant, toutes choses qui interféraient parfois avec l'interprétation des résultats. Cela rendait nécessaire, selon lui, l'accès à un test qui repose sur des bases théoriques sûres mais qui soit plus facile à administrer et dont les scores seraient plus simples à calculer.
En conséquence, il a développé des tests correspondant à deux composantes du facteur G qui définit une aptitude intellectuelle générale, d'après la théorie de Spearman (1904) : il s'agit d'évaluer la capacité de la personne testée de donner un sens, et sa capacité de reproduction. L'un est mesuré par le Raven’s Progressive Matrices (RPM), et l'autre par un test de vocabulaire, diffusé ultérieurement sous l'intitulé « Mill Hill Vocabulary Test » (MHV). 
Les Coloured Progressive Matrices (CPM), qui comprennent 36 items, sont plus spécifiquement destinées aux enfants de 5 à 11 ans ou aux personnes souffrant de déficit intellectuels.  
Les Standard Progressive Matrices (SPM), destinés aux adolescents et aux adultes comprennent soixante items. La première version est publiée en 1938. Une version qui pouvait être passée en un temps plus court a été créée pour l'armée, les questions étant réorganisées en fonction de leur complexité progressive.  
La diffusion des tests dans divers contextes, linguistiques notamment, est facilitée par l'absence de recours à un support langagier. 

## Publications
- Matrix 1947 : Matrices progressives : Séries I et II pour étudiants et cadres : manuel d'instructions, trad. et étalonnages réunis par Anne Ancelin Schützenberger, Issy-les-Moulineaux, Éditions scientifiques et psychotechniques, 1963
- Matrix 1947 couleur : matrices progressives : séries A, Ab, B, imprimé en couleurs pour enfants et examens cliniques : Manuel d'instructions, Issy-les-Moulineaux, Éditions scientifiques et psychotechniques, 1966
- Manuel des Raven Section 2, Progressive matrices couleur, avec J.H Court, et J. Raven, trad. Léa Marcou, Paris, Éditions et Applications Psychologiques, 1998
- Manuel des Raven Section 1, Introduction générale aux tests de Raven (1995), avec J. Raven & J.H. Court, trad. Léa Marcou, Paris, Éditions et Applications Psychologiques, 1998
- Manuel des Raven Section 3, Progressive matrices standard (PM 38), avec J.H. Court, et J. Raven, trad. Léa Marcou, Paris, Éditions et Applications Psychologiques, 1998
- Les advanced progressive matrices, avec J. Raven et J.-H.Court, trad. Francis Van Dam, Paris : ECPA, les Éd. du Centre de psychologie appliquée, 2009.